# Амерікс Ернест Янович
Ернест Янович Амерікс (Амерік) (29 червня 1897, волость Коню Вольмарського (Валмієрського) повіту Ліфляндської губернії, тепер Латвія — 24 березня 1977, місто Рига, тепер Латвія) — латвійський радянський державний і комуністичний діяч, народний комісар охорони здоров'я Латвійської РСР, міністр кінематографії Латвійської РСР, секретар ЦК КП(б) Латвії. Депутат Верховної Ради Латвійської РСР.

## Життєпис
Народився в селянській родині. Закінчив волосну та міську початкові школи. З 1911 по 1915 рік навчався в Руєнській торговій школі.
Трудову діяльність розпочав у 1915 році. Працював в аптеках на території Ліфляндської губернії, в містах Коломні та Петрограді.
У 1919 році повернувся до Латвії, був вибраний в Раду робітничих і селянських депутатів міста Апе.
З 1919 року — в Червоній армії. Служив у 52-й латиській стрілецькій дивізії РСЧА, воював проти білогвардійських військ Денікіна та Врангеля.
Член РКП(б) з 1919 року.
З 1922 по 1924 рік — слухач Комуністичного університету національних меншин Заходу імені Мархлевського в Москві.
З 1924 по 1926 рік — на підпільній роботі в Латвійській Республіці.
З 1926 по жовтень 1928 року — слухач Комуністичного університету національних меншин Заходу імені Мархлевського в Москві.
З жовтня 1928 по 1930 рік знову був на підпільній роботі в Латвійській Республіці.
У 1930 році перебрався до СРСР. З 1931 по 1932 рік працював у Комуністичному інтернаціоналі.
З 1932 по квітень 1933 року — на підпільній роботі в Латвійській Республіці, очолював нелегальні Земгальську і Ризьку організації Комуністичної партії Латвії.
У квітні 1933 року був заарештований і до червня 1940 року відбував ув'язнення в Ризькій центральній в'язниці. Після окупації Латвії СРСР у червні 1940 року вийшов на волю.
У 1940 році — секретар Центрального районного комітету КП(б) Латвії міста Риги.
У 1940 — березні 1941 року — 3-й секретар Ризького міського комітету КП(б) Латвії.
1 березня 1941 — 1943 року — секретар ЦК КП(б) Латвії із будівництва і будівельних матеріалів. Під час німецько-радянської війни один із організаторів партизанського та підпільного руху на окупованій німцями території Латвії.
У 1944 — 14 вересня 1946 року — народний комісар (з 1946 року — міністр) охорони здоров'я Латвійської РСР.
24 вересня 1946 — 13 квітня 1953 року — міністр кінематографії Латвійської РСР.
У серпні 1953 — 1963 року — заступник голови Президії Верховної ради Латвійської РСР.
З 1963 року — персональний пенсіонер союзного значення в Ризі. Був заступником голови ради старих комуністів у Кіровському районі міста Риги.
Помер 24 березня 1977 року в місті Ризі. Похований 29 березня 1977 року.

## Нагороди
- орден Червоного Прапора
- два ордени Трудового Червоного Прапора
- орден Червоної Зірки (31.05.1946)
- орден «Знак Пошани»
- медаль «Партизанові Вітчизняної війни» 1-го ст.
- ордени
- медалі